# Бавье, Симон
Симон Бавье (фр. Simeon Bavier; 16 сентября 1825 года, Кур, кантон Граубюнден, Швейцария — 27 января 1896 года, Базель, Швейцария) — швейцарский политик, президент, дипломат. Член Радикально-демократической партии.

## Биография
Бавье происходил из семьи влиятельного банкира, его отец также активно занимался политикой. Образование он получил в Штеттенском институте в Ремштале, Политехническом университете в Карлсруэ и Университете Штутгарта. В 1850 году женился на Барбаре фон Салис-Сюис и имел пятерых детей. С 1853 года избирается сначала в Большой совет кантона Граубюнден, затем в Национальный совет Швейцарии (1863).
- 10 декабря 1878 — 5 января 1883 — член Федерального совета Швейцарии.
- 1 января — 31 декабря 1879 — начальник департамента (министр) финансов.
- 1 января 1880 — 31 декабря 1881 — начальник департамента почт и путей сообщения.
- 1 января — 31 декабря 1881 — вице-президент Швейцарии.
- 1 января — 31 декабря 1882 — президент Швейцарии, начальник политического департамента (министр иностранных дел).

После отставки в январе 1883 года назначен послом Швейцарии в Италии. На этом посту он пробыл до 1895 года.